# Escut de Morella
L'escut oficial de Morella té el següent blasonament:
| « | Escut caironat. D'or, quatre pals de gules; ressaltant sobre el tot, un castell d'argent obert; vuit móres de porpra en orla carregades sobre els pals. Per timbre, una corona reial oberta. | » |

## Història
L'escut històric de Morella, d'ús immemorial, fou rehabilitat oficialment per Resolució del conseller de Justícia i Administracions Públiques del 25 de gener de 2002, publicat en el DOGV núm. 4.192, del 18 de febrer de 2002. Abans, l'ajuntament havia encarregat un projecte i memòria justificativa a l'heraldista català Armand de Fluvià sobre l'escut de la ciutat, el qual fou aprovat per la corporació el 13 de juliol de 2000. L'escut aprovat per l'ajuntament en aquesta data es diferencia de l'actual en el timbre, que és una corona de comte en la proposta de Fluvià.
Es tracta de l'escut tradicional de la ciutat, d'origen medieval. S'hi representa el castell, conquerit als musulmans per Jaume I el 1232, construït aprofitant la roca. Els quatre pals recorden que Morella fou vila reial, i les móres són un senyal parlant al·lusiu al nom de la ciutat.